# 1885 no beisebol

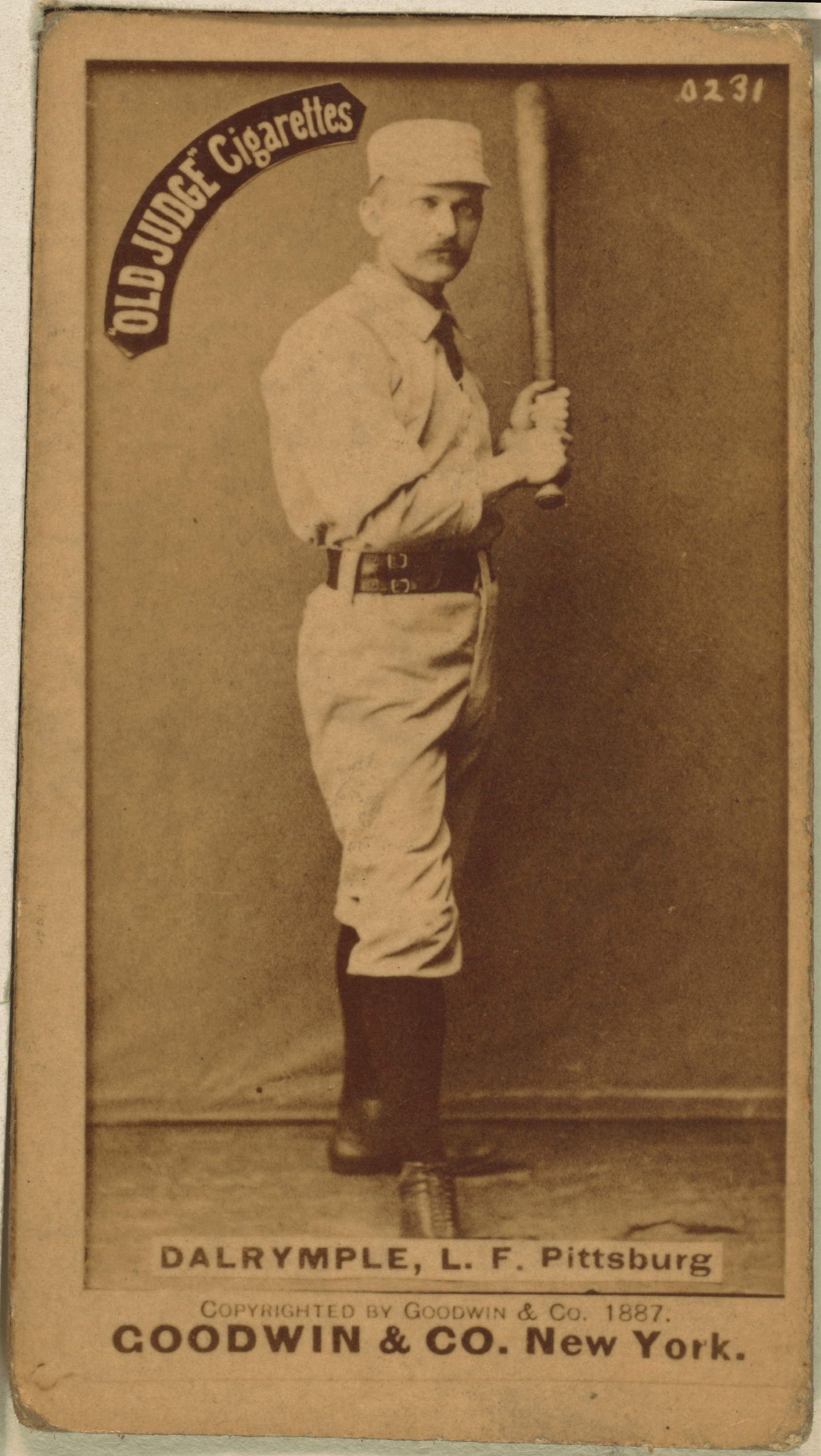
Abner Dalrymple, foi o líder da Liga Nacional em home runs com 11.

Esta é uma lista de eventos no mundo do beisebol durante o ano de 1885.

## Campeões
- Playoff de pós-temporada: Chicago White Stockings jogou com o St. Louis Browns. A série terminou empatada em 3–3–1 em melhor de 7 partidas. Jogo 1 terminou empatado após 8 entradas devido a um blecaute; Jogo 2 foi vencido pelo Chicago por desistência após 6 entradas pois o St. Louis se recusou a continuar após um decisão do árbitro. Ambos times reivindicam o campeonato.
- National League: Chicago White Stockings
- American Association: St. Louis Browns

## Grandes ligas de beisebol - times e aproveitamento

### National League
| Time                    | Vitórias | Derrotas |
| ----------------------- | -------- | -------- |
| Chicago White Stockings | 87       | 25       |
| New York Giants         | 85       | 27       |
| Philadelphia Quakers    | 56       | 54       |
| Providence Grays        | 53       | 57       |
| Boston Beaneaters       | 46       | 66       |
| Detroit Wolverines      | 41       | 67       |
| Buffalo Bisons          | 38       | 74       |
| St. Louis Maroons       | 36       | 72       |

### American Association
| Time                     | Vitórias | Derrotas |
| ------------------------ | -------- | -------- |
| St. Louis Browns         | 79       | 33       |
| Cincinnati Red Stockings | 63       | 49       |
| Pittsburg Alleghenys     | 56       | 55       |
| Philadelphia Athletics   | 55       | 57       |
| Brooklyn Grays           | 53       | 59       |
| Louisville Colonels      | 53       | 59       |
| New York Metropolitans   | 44       | 64       |
| Baltimore Orioles        | 41       | 68       |

## Líderes

### National League
| National League |                     |             |  |
| Tipo            | Nome                | Estatística |  |
| AVG             | Roger Connor NYG    | 37,1%       |  |
| HR              | Abner Dalrymple CHC | 11          |  |
| RBI             | Cap Anson CHC       | 108         |  |
| Vitórias        | John Clarkson CHC   | 53          |  |
| ERA             | Tim Keefe NYG       | 1.57        |  |
| Strikeouts      | John Clarkson CHC   | 308         |  |

### American Association
| American Association |                    |             |  |
| Tipo                 | Nome               | Estatística |  |
| AVG                  | Pete Browning LOU  | 36,2%       |  |
| HR                   | Harry Stovey PHA   | 13          |  |
| RBI                  | Frank Fennelly CIN | 89          |  |
| Vitórias             | Bob Caruthers LOU  | 40          |  |
| ERA                  | Bob Caruthers LOU  | 2.07        |  |
| Strikeouts           | Ed Morris PIT      | 298         |  |

## Eventos

### Janeiro–Março
- 3 de janeiro – O Cleveland Blues libera todos seus jogadores enquanto se preparam para encerrar suas atividades.

## Nascimentos
- 2 de janeiro – Chick Autry
- 5 de janeiro – Art Fletcher
- 15 de janeiro – Grover Lowdermilk
- 21 de janeiro – Benny Meyer
- 27 de janeiro – Tom Baird
- 1º de fevereiro – Pete Harrison
- 3 de fevereiro – Slim Sallee
- 17 de fevereiro – Steve Evans
- 13 de abril – Vean Gregg
- 13 de abril – Red Killefer
- 20 de abril – Ted Easterly
- 18 de maio – Cy Barger
- 23 de maio – Hugh Bradley
- 7 de junho – Dan McGeehan
- 11 de junho – Chris Mahoney
- 9 de julho – Buck Herzog
- 17 de julho – Les Wilson
- 4 de agosto – Tex Jones
- 7 de agosto – Joe Hewitt
- 3 de setembro – Ed Konetchy
- 12 de setembro – Fred Luderus
- 22 de setembro – Walter Lonergan
- 22 de setembro – Jimmy Walsh
- 28 de setembro – Wilbur Good
- 6 de outubro – John Knight
- 14 de outubro – Ivy Olson
- 15 de novembro – Pat Ragan
- 4 de dezembro – Shano Collins
- 6 de dezembro – Jack Stansbury
- 11 de dezembro – Fred Anderson
- 20 de dezembro – Joe Wilhoit

## Mortes
- 10 de fevereiro – Al Hall, idade desconhecida, campista central pelo Troy Trojans de 1879.
- 12 de fevereiro – Nealy Phelps, 44, jogou 12 partidas em cinco temporadas por 3 times em 2 ligas.
- 13 de março – Herman Dehlman, 32?, primeira base do Brooklyn e St. Louis da National Association e que liderou a liga em  walks em 1875.
- 19 de maio – Lew Carl, 49?, apareceu em um jogo pelo Baltimore Canaries em 1874.
- 12 de agosto – Dick Cramer, idade desconhecida, jogous 2 partidas pelo New York Gothams em 1883.
- 30 de novembro – Dan Cronin, 28, jogou 2 partidas da Union Association em 1884.